# Zakopower
Zakopower is een Poolse band, opgericht in 2005, die folkmuziek maakt. De band is vernoemd naar de stad Zakopane waar frontzanger Sebastian Karpiel-Bułecka vandaan komt.

## Discografie

### Albums
| Jaar | Album                                | Certificaat                    |
| ---- | ------------------------------------ | ------------------------------ |
| 2005 | Music Hal Uitgever: EMI Music Poland |                                |
| 2007 | Na siedem Uitgever: Kayax            | Gouden plaat (>20.000 stuks)   |
| 2009 | Koncertowo Uitgever: Kayax           | Gouden plaat (>20.000 stuks)   |
| 2011 | Boso Uitgever: Kayax                 | Platinum plaat (>30.000 stuks) |